# Saintes-Maries-de-la-Mer
Saintes-Maries-de-la-Mer es una comuna y localidad francesa, del departamento de Bocas del Ródano, en la región de Provenza-Alpes-Costa Azul. Ubicada en el distrito de Arlés, la comuna constituye el cantón homónimo. Su población en el censo de 1999 era de 2478 habitantes. Pertenece a la región natural de la Camarga y no está integrada en ninguna communauté de communes.

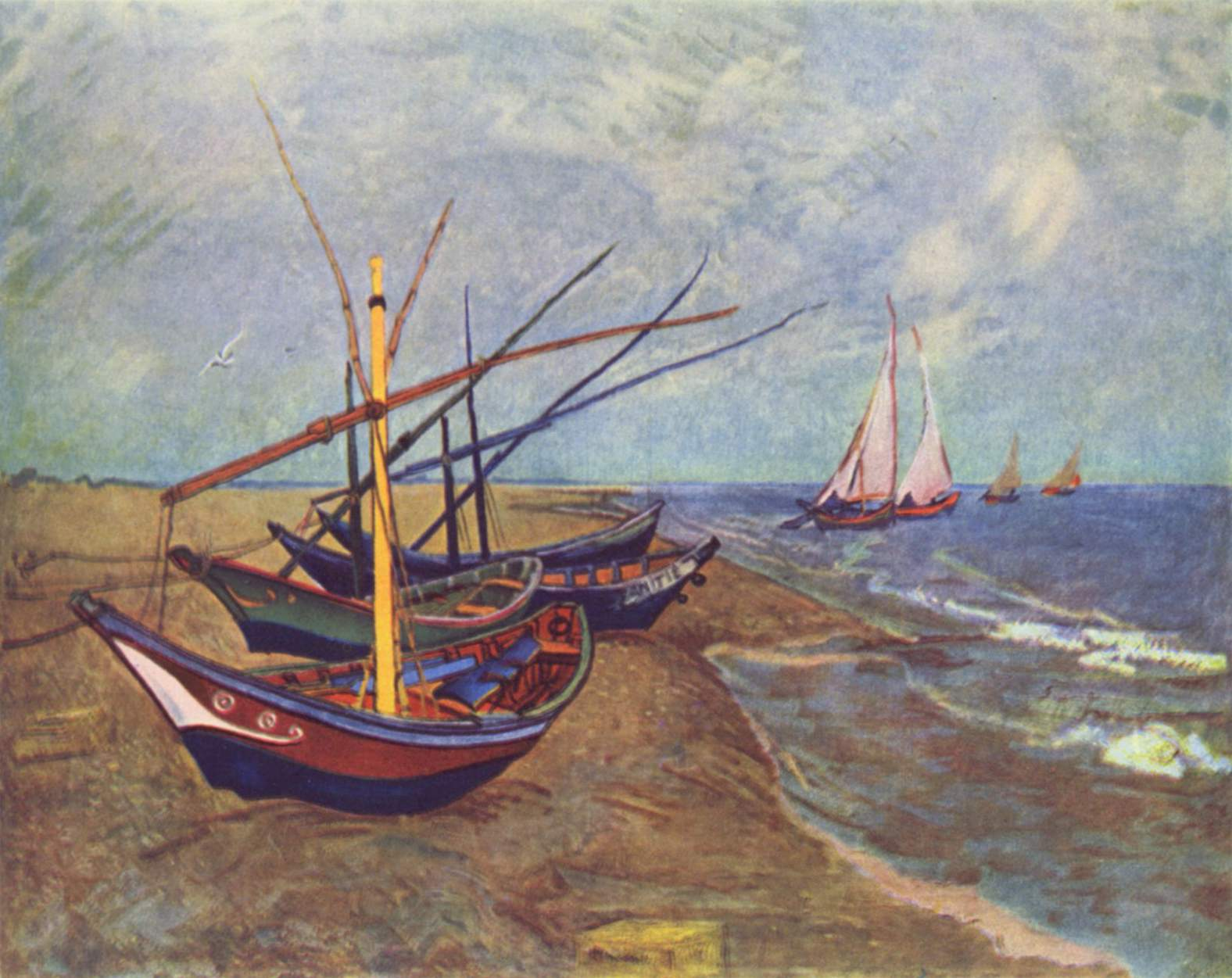
Barcos en la playa de Saintes-Maries-de-la-Mer. Pintura de Vincent van Gogh de junio de 1888

## Toponimia
El nombre de la comuna en idioma francés, y oficialmente, es Saintes-Maries-de-la-Mer. Se la denomina Lei Santas o Lei Santei Marias de la Mar en idioma occitano provenzal y Li Santo o Li Sànti Marìo de la Mar según la norma mistraliana.

## Hermanamiento
- Villamanrique de la Condesa (España)
- Grosseto (Italia)